# Michael Warren
Pour les articles homonymes, voir Warren.
Llyod Michael Warren (né le 5 mars 1946 à South Bend, dans l'Indiana) est un acteur de télévision américain et un ancien joueur de basket-ball au collège. 
Il est surtout  connu pour son rôle de l’officier Bobby Hill, dans  la série Hill Street Blues ou Capitaine Furillo, en France.

## Biographie

### Carrière sportive
Joueur de basket-ball  au collège, Michael Warren étudiait à l’All-American de l’université de UCLA, où il a eu comme partenaire  Lew Alcindor (qui sera connu plus tard, sous le nom de  Kareem Abdul-Jabbar), entre 1967 et 1968 et ont remporté deux titres de champion NCAA  avec pour entraineur le légendaire John Wooden. 
Son  équipe sera considérée comme la meilleure équipe de l'histoire du basketball collégial[réf. nécessaire]. Kareem Abdul-Jabbar et Michael Warren se retrouveront quelques années plus tard dans une scène du film Y a-t-il un pilote dans l'avion ?, en 1980.

### Carrière d'acteur
En 1971, on le retrouve  dans  le rôle de Jason Greer, dans la série Docteur Marcus Welby.
Michael Warren fait une apparition dans le film Cleopatra Jones en 1973.
En  1974, il joue le rôle du garde forestier P.J Lewis  sur NBC dans la série Sierra, et en 1979, il tient le rôle du policier  Willie Miller, toujours sur CBS, dans la série Paris. C’est sur cette série qu’il rencontrera le producteur Steven Bochco, qui sera déterminant pour la suite de sa carrière.
Il obtient, en effet, son premier rôle marquant dans la série Capitaine Furillo, à partir de 1980 et ce jusqu’en 1987, dans le rôle de l’officier Robert Hill. En plus de ce rôle, on le retrouvera également dans The White Shadow et dans la série télévisée de CBS La Loi de Los Angeles.
En 1995, Il est l'invité vedette dans In the House avec LL Cool J et Debbie Allen, dont il est l'ex-mari. 
En 1996, il était dans les premiers épisodes de la série Demain à la une, puis apparaît dans le téléfilm de 1997, Invasion.
En 2002, il est apparu dans  un épisode de Buffy contre les vampires, en tant que psychiatre qui tente de convaincre Buffy qu’elle est folle. De 2002 à 2004, il est Baron Marks dans la série Soul Food : Les Liens du sang.
De 2007 à 2009, il joue dans la série Retour à Lincoln Heights.  
En 2011, il est Malcolm Sr dans la série Single Ladies.

## Vie privée
Michael Warren a deux filles nommées Koa et Makayla, et deux fils, Grayson Warren et Cash Warren.